# Marek Citko
Marek Citko, né le 27 mars 1974 à Białystok, est un footballeur international polonais.

## Carrière
- 1990-1996 : Jagiellonia Białystok ( Pologne)
- 1995-2000 : Widzew Łódź ( Pologne)
- 1999-2001 : Legia Varsovie ( Pologne)
- 2001-2002 : Dyskobolia ( Pologne)
- 2001-2002 : Hapoël Beer-Sheva ( Israël)
- 2002-2003 : Legia Varsovie ( Pologne)
- 2002-2004 : FC Aarau ( Suisse)
- 2004-2005 : KS Cracovia ( Pologne)
- 2005-2006 : Yverdon-Sport FC ( Suisse)
- 2005-2007 : Polonia Varsovie ( Pologne)[1]

## Palmarès
- 10 sélections et 2 buts avec l'équipe de Pologne entre 1995 et 1997[2].